# Sylvan Paezzo
Sylvan Paezzo (Niterói, 12 de novembro de 1937 - Rio de Janeiro, 15 de maio de 2000), foi um dramaturgo e roteirista de telenovelas brasileiro. Foi casado durante quinze anos com Nathalia Timberg.

## Biografia
Nasceu em Niterói em 12 de novembro de 1937. Durante sua carreira assinou vários sucessos como: Sítio do Picapau Amarelo (1978), Vejo a Lua no Céu (1976) e Mania de Querer (1986). Passou pelas Tvs: Globo, Tupi e Manchete.

## Trabalhos na televisão
| Ano  | Trabalho                     | Emissora        | Escalação          | Parceiros Titulares  |
| ---- | ---------------------------- | --------------- | ------------------ | -------------------- |
| 1986 | Mania de Querer              | Rede Manchete   | autor principal    | Leila Míccolis       |
| 1978 | Sítio do Picapau Amarelo     | Rede Globo      | autor principal    | Wilson Rocha         |
| 1977 | À Sombra dos Laranjais       | Rede Globo      | autor principal    | Benedito Ruy Barbosa |
| 1976 | Vejo a Lua no Céu            | Rede Globo      | autor principal    |                      |
| 1972 | Shazan, Xerife e Cia.        | Rede Globo      | autor principal    | Walther Negrão       |
| 1971 | Editora Mayo, Bom Dia        | TV Record       | autor do argumento | Walther Negrão       |
| 1969 | Era Preciso Voltar           | TV Bandeirantes | autor principal    |                      |
| 1969 | João Juca Jr.                | TV Tupi         | autor principal    |                      |
| 1969 | O Bolha                      | TV Bandeirantes | autor principal    |                      |
| 1968 | Ana                          | TV Record       | autor principal    |                      |
| 1968 | O Homem Que Sonhava Colorido | TV Tupi         | autor principal    |                      |